# The Germs
The Germs — одна из первых панк-групп в США, Лос-Анджелес, штат Калифорния. Была создана Яном Полом Беамом (англ. Jan Paul Beahm) и Джорджем Рутенбергом (англ. Georg Ruthenberg) в 1977 году.

## История

### История создания
Беам и Рутенберг учились вместе в специализированной школе IPS (Innovative Program School) при университете Санта-Моники в Лос-Анджелесе. Программа IPS объединяла в себе элементы обучающих семинаров Вернера Эрхарда — автора программы для молодёжи из нищих районов и саентологии. Из школы их выгнали за антиобщественное поведение. «Мы убедили половину детей, что я был Богом, а Джордж был Иисусом», — рассказал Беам в одном из интервью. — «У одной девушки из-за этого чуть не случился нервный срыв». Исключение из школы подтолкнуло их к созданию музыкальной группы. Первым делом они придумали название группе Sophisifuck and the Revlon Spam Queens и решили сделать себе футболки, но уместить столь длинное название не удалось и они решили назваться покороче, остановились на названии The Germs (рус. «Микробы»). Футболки в итоге сделали сами. В 1975 году после недолгого периода пребывания под псевдонимом Бобби Пин (англ. Bobby Pyn), Беам изменил имя на Дарби Крэш, а Рутенберг назвал себя Пэт Смир (англ. Pat Smear).
Первый состав группы, в котором группа так и не выступила перед публикой, выглядел так: фронтмен Дарби Крэш; гитарист Пэт Смир, «Динки» (Диана Грант) на басу и Мишель Баер на барабанах. В апреле 1977 в группу вместо «Динки» на бас взяли Лорну Дум (настоящее имя Терри Райан (англ. Teresa Ryan), а за барабаны села Донна Ри (настоящее имя Беки Бартон, англ. Becky Barton). В таком составе группа сыграла первые три концерта и записала первый сингл. Классическим составом группы принято считать такой: Дарби Крэш — вокал, Пэт Смир — гитара, Лорна Дум — бас, Дон Боллс (англ. Don Bolles) — барабаны.

### Концерты The Germs
На первом выступлении группы, которое состоялось в мае 1977 года в поддержку арт-школы панков «The Weirdos» в маленьком театре Орфей, не было исполнено ни одной песни. The Germs их просто не отрепетировали. Дарби засунул микрофон в банку с маслом, Лорна вышла на сцену в штанах наизнанку, а Дарби после измазал себя сиропом солодки. Шоу длилось пять минут, The Germs просто шумели, организаторы фестиваля прекратили хаос и выгнали группу Дарби со сцены.
Следующие концерты группы были скорее смешными шоу, а не традиционными музыкальными выступлениями, потому что играть ребята совсем не умели и вызывающим поведением отвлекали внимание от неуклюжей игры на инструментах. Зрителями на этих перформансах были друзья и знакомые членов группы. Аккорды знал только Пэт Смир, Лорна Дум просто водила пальцем по струнам вверх вниз, а Ри держала простой ритм и периодически ударяла по тарелкам. Дарби не то чтобы пел, он скорее рычал и орал в микрофон. Главной его задачей было устроить шоу. Он почти всегда выходил на сцену под наркотиками, часто пел куда угодно, только не в микрофон, дразнил зрителей между песнями. На концертах Дарби мазал себе грудь арахисовым маслом, посыпал себя сахаром во время песни «Sugar, Sugar», однажды разбил о голову бутылку и порезал себя на сцене как Игги Поп, Дарби был его поклонником. Ещё одним примером для подражания для Дарби был Дэвид Боуи, ему нравился образ Боуи, его заигрывание с бисексуальностью. Сам Дарби был геем, но скрывал это от всех. Другие участники группы не отставали от Дарби — играли в состоянии алкогольного опьянения, били пустые бутылки об сцену, бывало, что их тошнило прямо во время выступления. Фанаты считали это частью шоу. Во многих клубах The Germs было запрещено выступать. Из-за ярких шоу у группы появилась масса поклонников и поклонниц. Дарби призывал их носить чёрную повязку с голубым кругом, чтобы идентифицировать друг друга. Голубой круг стал символом The Germs.
Со временем у группы появился ритуал для фанатов, который придумал Дарби, он назывался «Germs жгутся». Дарби прикладывал сигарету к ладони или плечу какого-нибудь фаната, оставляя шрам — это была отметка его группы (отсюда и название «Germs жжется»). Эта традиция сохранилась и у современных фанатов The Germs, которые до сих пор передают друг другу ожоги от Дарби. Самому сделать себе такой ожог считается позёрством, его должен сделать более старый фанат группы.

### Записи
Первым синглом группы стал «Forming», песню записали на два микрофона и катушечный магнитофон Sony, в один микрофон пел Дарби, второй записывал музыку. Однако сингл выпустили не сразу, на заводе отказались выпускать запись, вернув катушку с пометкой: «Внимание! Эта запись вызывает рак ушей». Группа была в ярости. Запись увидела свет в июле 1977 года на лейбле «What?» «Forming» был на стороне A, а на стороне B была концертная запись «Sexboy».
Если поначалу в группе никто не умел играть, то в дальнейшем Пэт Смир показал себя талантливым и разноплановым гитаристом. Несмотря ни на что, группе удалось создать своё оригинальное звучание. На музыку The Germs оказали влияние Дэвид Боуи, Ramones, The Runaways, The Sex Pistols, New York Dolls и конечно Игги Поп. На манеру пения Дарби Крэша оказала влияние такие группы как The Screamers и Zolar X. На последних записях The Germs особенно сильно чувствуется влияние группы Zolar X.
The Germs записали два сингла, демо-альбом и выпустили только один LP альбом, «GI». Часто его приводят в пример как один из первых хардкор-панк альбомов, он был записан в США в январе 1979 на лейбле Slash Records. Продюсером альбома выступила Джоан Джетт. Много позже, после смерти Дарби Крэша, музыкальные критики признали его лирику.
После выхода студийного альбома The Germs записали шесть оригинальных песен для саундтрека к фильму «Разыскивающий» (англ. Cruising), с Аль Пачино в главной роли. Одну из шести песен написала басист Лорна Дум. Только песня «Lion’s Share» вошла в конечный LP саундтрек. Другие песни не публиковались до 1988 года, они вошли в бутлег «Lion’s Share».

### Распад группы и самоубийство Дарби Крэша
Распад группы начался после скандала между Дарби Крэшем и барабанщиком Доном Боллсом. В результате Крэш выгнал Боллса и заменил его на своего друга Роба Хенли (англ. Rob Henley). Спустя некоторое время The Germs решили распустить. Крэш и Смир решили создать новую группу, назвали её Darby Crash Band. В день первого концерта, на который все билеты были проданы, к группе спешно присоединился барабанщик группы Circle Jerks Лаки Лерер (англ. Lucky Lehrer) так как во время саундчека Крэш решил выгнать своего барабанщика. Смир позже говорил, что Darby Crash Band — то же самое, что и The Germs, только с худшими музыкантами. Группа сыграла несколько концертов и распалась. Дарби Крэш пошёл по пути саморазрушения: алкоголизм, чрезмерное потребление кислоты, героина. Недовольство карьерой, сексуальная фрустрация, недовольство собой подталкивали Крэша к самоубийству, о котором он начал постоянно говорить окружающим.
Вскоре после этого Крэш предложил Смиру возродить The Germs и сыграть концерт, объяснив, что это важно для будущего панк-музыки и тем, что ему нужны деньги на героин, чтобы покончить с собой. Крэш часто говорил членам группы, что покончит с собой с помощью героина, и Смир не воспринял его слова всерьёз. 3 декабря 1980 года, в переполненном зрителями зале отеля Starwood состоялось последнее шоу The Germs в старом составе. Это было одно из лучших шоу группы. Сыграть согласился даже барабанщик Дон Боллс. Во время выступления Крэш, обращаясь к подросткам в зале сказал: «Мы устроили это шоу, чтобы вы, новые люди, увидели, кто мы такие. Вы никогда не увидите этого больше».
6 декабря 1980 года, Дарби Крэш предложил своей близкой подруге Кейси «Кола» Хопкинс (англ. Casey «Cola» Hopkins) покончить с собой, она согласилась. В гараже у дома Хопкинс Крэш ввел ей не летальную дозу героина после чего ввел себе смертельную. Дарби Крэш умер в возрасте 22 лет от передозировки, Хопкинс выжила. Его тело было найдено 7 декабря. Существует легенда, что Крэш перед смертью пытался написать на стене: «Здесь лежит Дарби Крэш», но не закончил и его нашли раскинувшим руки, как распятого Христа. На самом деле, перед смертью Дарби написал короткую записку Дэвиду «Боско» Дэнфорду (англ. David «Bosco» Danford) басисту Darby Crash Band: «Моя жизнь, моя кожа, моя любовь идёт к Боско».
Знакомые Дарби утверждают, что он совершил самоубийство, чтобы стать рок-легендой, однако ему это не удалось. Джона Леннона убили на следующий день после суицида Дарби. Смерть Ленона затмила смерть Дарби и все газеты писали только об этом. Дарби похоронили на кладбище Святого Креста, в Калвер-Сити, штат Калифорния.

### После The Germs
The Germs были первой панк-группой в Голливуде, игравшей хардкор, технически несложную агрессивную музыку. Их песни в дальнейшем вдохновили десятки групп, в том числе Nirvana.
Пэт Смир после самоубийства Крэша продолжил музыкальную деятельность. Он играл в группах The Adolescents, Belinda Carlisle, Nirvana, Майком Вэттом (англ. Mike Watt) и Foo Fighters. Совместно с Ниной Хаген Пэт записал два сольных альбома: «So You Fell in Love with a Musician…» и «Ruthensmear».
Дон Боллс принимал участие во многих группах Лос-Анджелеса: Steaming Coils, Celebrity Skin, Vox Pop, Nervous Gender и 45 Grave.
В 1996 году вышел трибьют The Germs под названием «A Small Circle of Friends». Треки для него записали Майк Вэтт, Free Kitten, The Melvins, Meat Puppets, That dog, L7, The Posies, NOFX, Фли, Gumball и другие. Свою версию песни «Circle One» представил Пэт Смир с группой Hole, она значится на диске под другим названием — «The Holez».
В 2002 году вышла книга, посвящённая The Germs, — «Lexicon Devil: The Fast Times and Short Life of Darby Crash and the Germs». Автором выступил музыкальный промоутер, хозяин многих ночных клубов в Лос-Анджелесе Брендан Мюллен (англ. Brendan Mullen) в соавторстве с Доном Боллсом и Адамом Парфрэем (англ. Adam Parfrey).

### Фильмы о The Germs и возрождение группы
The Germs можно увидеть в документальном фильме «Падение западной цивилизации» (англ. The Decline of Western Civilization), режиссёр — Пенелопа Сфирис (англ. Penelope Spheeris), лента вышла на экраны в 1981 году. Кроме Дарби Крэша в фильме рассказывается о группах: X, Black Flag, Fear, Circle Jerks, Alice Bag Band, and Catholic Discipline. В интервью Пенелопе Сфирис Крэш рассказал, что он принимает наркотики перед концертом, чтобы не чувствовать боль от травм полученных от поклонников. Дарби Крэшу отведено в фильме достаточно много времени, на постере фильма была его фотокарточка. Фильм Сфирис сделал Крэша более известным, чем он был при жизни. Во время премьеры фильма, которая проходила в театре, в зале были беспорядки.
В 2005 году режиссёр Роджер Гроссман (англ. Rodger Grossman) начал съёмки биографического фильма о The Germs — «То, что мы делаем — тайна» (англ. What We Do Is Secret). В качестве названия фильма была взята одна из песен группы. В его создании приняли участие бывшие музыканты группы: Пэт Смир, Лорна Дум и Дон Боллс. Они записали музыкальные партии для фильма. Дарби Крэша в ленте сыграл актёр Шейн Уэст. Совместная работа Уэста и старых панк-рокеров так их увлекла, что было решено воссоздать The Germs, фронтменом которой стал Уэст. В таком составе группа дала ряд туров в США в 2006, 2007 и 2008 годах. Замену Дарби Крэша актёром резкой критикой встретил музыкант Джелло Биафра.
В июле 2009 года Дон Боллс заявил, что готовится к записи диск «Lest We Forget: The Sounds of the Germs» в который войдут как старые, так и новые песни The Germs. Продюсером альбома должен был выступить лидер The Smashing Pumpkins Билли Корган. Две песни с диска «Out of Time» и «Beyond Hurt — Beyond Help» были написаны Дарби Крэшем и Смиром перед самоубийством Крэша, но так и не были записаны. В этом же году Шейн Уэст покинул группу.
16 января 2019 года Лорна Дум умерла от рака груди.